# Чемпионат мира по горному бегу 2012
28-й чемпионат мира по горному бегу прошёл 2 сентября 2012 года в Тему и Понте-ди-Леньо, городах в провинции Брешиа (Италия). Участники соревновались в дисциплине горного бега «вверх». Разыгрывались 8 комплектов наград: по четыре в индивидуальном и командном первенствах (мужчины, женщины, юниоры и юниорки до 20 лет). Среди юниоров могли выступать спортсмены 1993 года рождения и моложе.
Соревнования прошли в долине Камоника в центральных Альпах. В городе Тему (1130 метров над уровнем моря) находился старт мужского забега, женщины и юниоры начинали борьбу с центральной площади Понте-ди-Леньо (1250 метров над уровнем моря), юниорки стартовали в районе промежуточной станции канатной дороги (1610 метров над уровнем моря). Финиш всех забегов находился на перевале Тонале на высоте 1883 метра над уровнем моря. Трасса имела несколько продолжительных спусков и равнинных частей, чем отличалась от традиционных забегов «вверх».
На протяжении двух дней перед стартом шёл дождь, закончившийся только ближе к началу соревнований. Забеги прошли в прохладную погоду (до +15 градусов) с небольшим ветром.
На старт вышли 346 бегунов (141 мужчина, 88 женщин, 71 юниор и 46 юниорок) из 40 стран мира. Каждая страна могла выставить до 6 человек в мужской забег, до 4 человек — в женский и юниорский и до 3 человек — среди юниорок. Сильнейшие в командном первенстве определялись по сумме мест четырёх лучших участников у мужчин, трёх лучших — у женщин и юниоров, двух лучших — у юниорок.
Севилай Эйтемиш из Турции выиграла забег юниорок и помогла своей сборной в четвёртый раз подряд стать сильнейшей в командном первенстве. Действующая чемпионка Леа Эйнфальт из Словении в этот раз довольствовалась бронзовой медалью.
Среди юниоров упорную борьбу за победу вели угандиец Майкл Чероп и чемпион 2011 года Адем Карагёз из Турции. В этом противостоянии лучше был представитель Африки, опередивший соперника на 12 секунд. В командном зачёте сборная Уганды впервые заняла первое место.
Андреа Майр из Австрии стала четырёхкратной чемпионкой мира среди женщин. С 2006 года она выиграла все чемпионаты, проходившие с профилем трассы «вверх» (в чётные годы). На 29 секунд от неё отстала Валентина Белотти — единственная итальянская бегунья, попавшая в число призёров в личном зачёте на этом турнире, который был домашним для спортсменов с Апеннин. Участница зимних Олимпийских игр 2010 года в лыжных гонках Морган Арритола из США заняла третье место и помогла своей сборной завоевать золотые медали в командном первенстве.
В мужском забеге со старта высокий темп предложили два легкоатлета из Эритреи. Вскоре один из них, Петро Маму, стал единоличным лидером, сзади в 20 секундах бежал Теклай Азерия, на третьем месте находился россиянин Андрей Сафронов. В таком порядке они и пришли к финишу. Азерия в третий раз в карьере стал вице-чемпионом мира по горному бегу. Впервые за 28-летнюю историю турнира на пьедестал поднялись российские мужчины, причём дважды: в личном первенстве бронзовую медаль завоевал Сафронов, а сборная добилась аналогичного успеха среди команд.

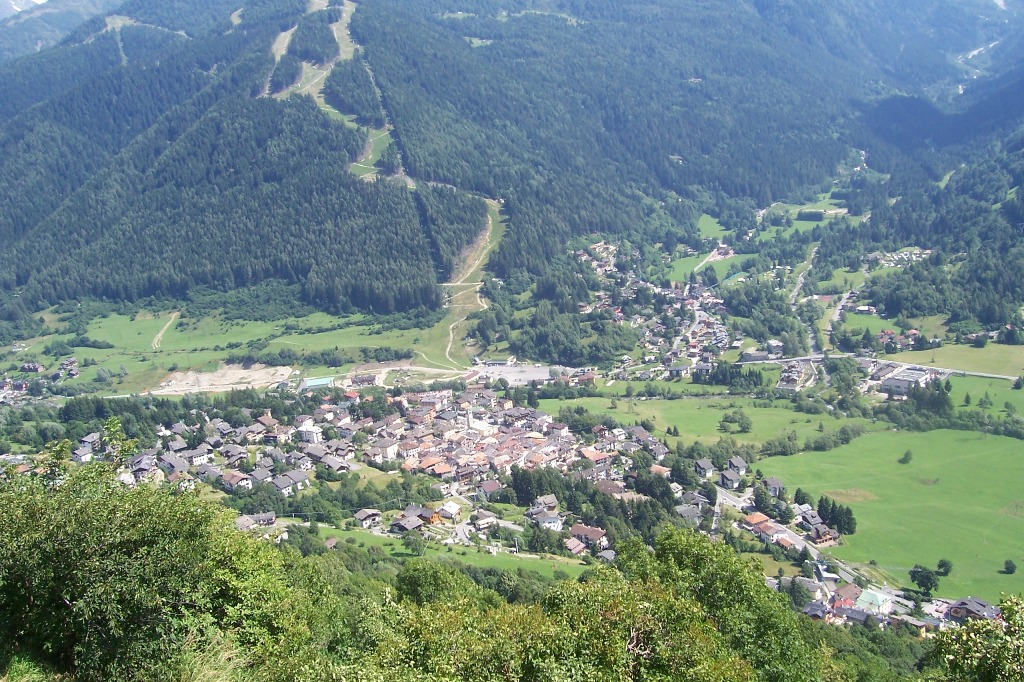
Панорама Тему
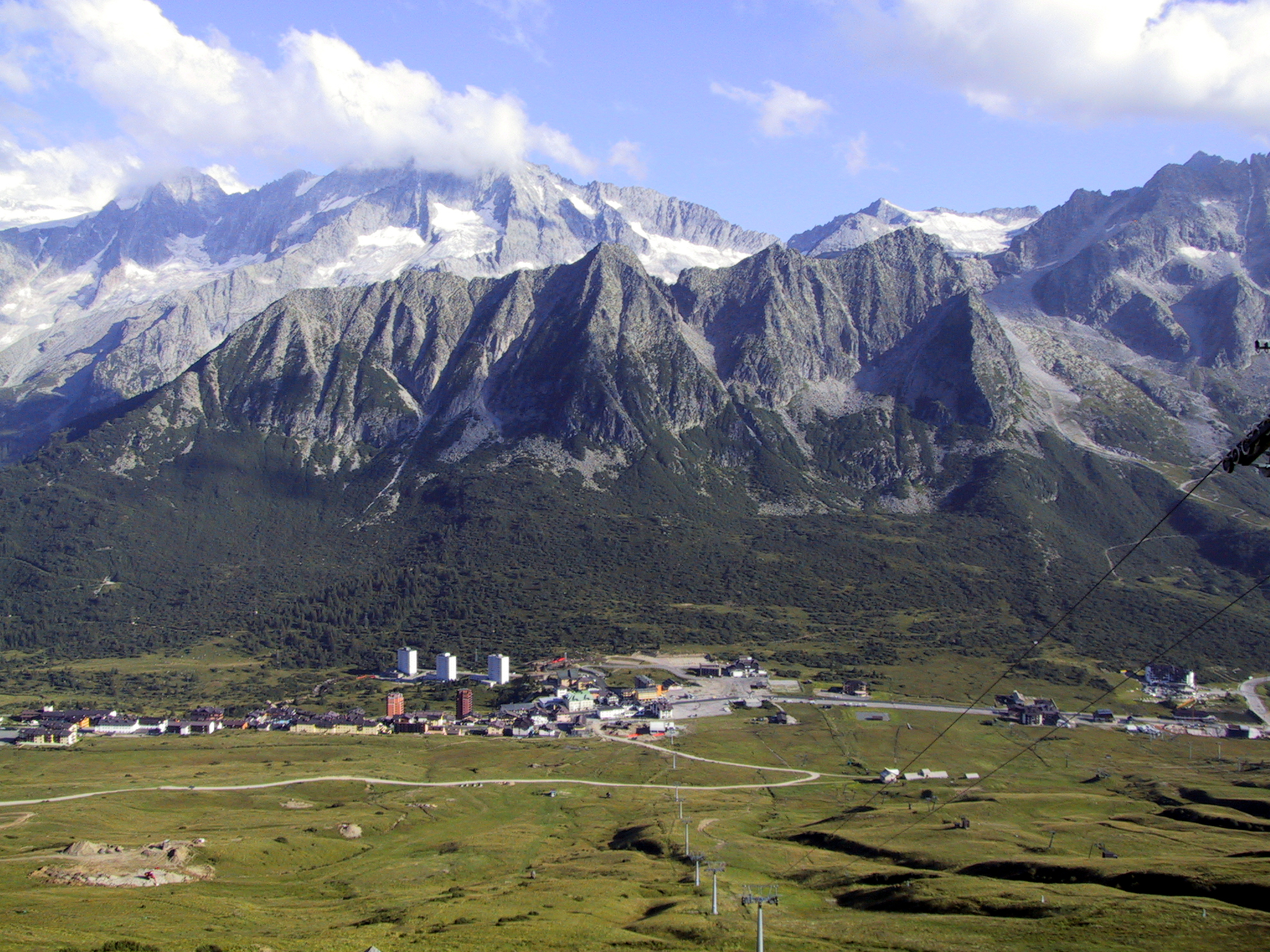
Перевал Тонале — финиш забегов

## Расписание
| Дата            | Время | Забег   |
| --------------- | ----- | ------- |
| 2 сентября 2012 | 09:40 | Юниорки |
| 2 сентября 2012 | 09:45 | Юниоры  |
| 2 сентября 2012 | 10:30 | Женщины |
| 2 сентября 2012 | 11:00 | Мужчины |

Время местное (UTC+2:00)

## Призёры
Курсивом выделены участники, чей результат не пошёл в зачёт команды.

### Мужчины
| Дисциплина                                 | Золото                                                                              | Золото   | Серебро | Серебро  | Бронза | Бронза   |
| ------------------------------------------ | ----------------------------------------------------------------------------------- | -------- | --- | -------- | --- | -------- |
| 14,1 км перепад высот: +1550 м −400 м      | Петро Маму Эритрея                                                                  | 1:01.34  | Теклай Азерия Эритрея                                                                                                  | 1:02.47  | Андрей Сафронов Россия                                                                                    | 1:03.06  |
| 14,1 км (команды)                          | Эритрея · Петро Маму · Теклай Азерия · Дебесай Циге · Атой Эстифанос · Зерит Вереде | 17 очков | Италия · Габриэле Абате · Алекс Бальдаччини · Марко Де Гаспери · Ксавье Шеврье · Бернард Дематтеис · Антонио Тонинелли | 31 очко  | Россия · Андрей Сафронов · Юрий Чечун · Андрей Миняков · Андрей Шкляев · Алексей Пагнуев · Олег Харитонов | 75 очков |
| Юниоры 8,8 км перепад высот: +900 м −140 м | Майкл Чероп Уганда                                                                  | 42.33    | Адем Карагёз Турция | 42.45    | Сёнмез Даг Турция                                                                                         | 43.10    |
| Юниоры 8,8 км (команды)                    | Уганда · Майкл Чероп · Мозес Куронг · Абдалла Манде                                 | 13 очков | Турция · Адем Карагёз · Сёнмез Даг · Суат Карабулак                                                                    | 20 очков | Италия · Некагенет Криппа · Дилан Титон · Чезаре Маэстри · Микаэль Монелла                                | 30 очков |

### Женщины
| Дисциплина                                 | Золото                                                                  | Золото   | Серебро                                                                           | Серебро  | Бронза                                                                           | Бронза   |
| ------------------------------------------ | ----------------------------------------------------------------------- | -------- | --------------------------------------------------------------------------------- | -------- | -------------------------------------------------------------------------------- | -------- |
| 8,8 км перепад высот: +900 м −140 м        | Андреа Майр Австрия                                                     | 46.35    | Валентина Белотти Италия                                                          | 47.04    | Морган Арритола США                                                              | 47.26    |
| 8,8 км (команды)                           | США · Морган Арритола · Стиви Кремер · Мелоди Фэрчайлд · Брэнди Эрхольц | 18 очков | Италия · Валентина Белотти · Ренате Рунггер · Аличе Гаджи · Антонелла Конфортолла | 29 очков | Швейцария · Моника Фюрхольц · Мартина Штрель · Бернадетт Майер · Беттина Штайгер | 58 очков |
| Юниорки 3,9 км перепад высот: +370 м −60 м | Севилай Эйтемиш Турция                                                  | 20.14    | Юлия Леттль Германия                                                              | 20.53    | Леа Эйнфальт Словения                                                            | 21.09    |
| Юниорки 3,9 км (команды)                   | Турция · Севилай Эйтемиш · Чешминаз Йылмаз · Сейран Аданыр              | 9 очков  | Великобритания · Аннабель Мейсон · Мелани Хайдер · Каролин Ламберт                | 10 очков | Германия · Юлия Леттль · Кристина Шоллерер · Карла Холланд                       | 15 очков |

## Медальный зачёт
Медали завоевали представители 11 стран-участниц.
 Принимающая страна
| Место | Страна         | Золото | Серебро | Бронза | Всего |
| ----- | -------------- | ------ | ------- | ------ | ----- |
| 1     | Турция         | 2      | 2       | 1      | 5     |
| 2     | Эритрея        | 2      | 1       | 0      | 3     |
| 3     | Уганда         | 2      | 0       | 0      | 2     |
| 4     | США            | 1      | 0       | 1      | 2     |
| 5     | Австрия        | 1      | 0       | 0      | 1     |
| 6     | Италия         | 0      | 3       | 1      | 4     |
| 7     | Германия       | 0      | 1       | 1      | 2     |
| 8     | Великобритания | 0      | 1       | 0      | 1     |
| 9     | Россия         | 0      | 0       | 2      | 2     |
| 10    | Словения       | 0      | 0       | 1      | 1     |
| 10    | Швейцария      | 0      | 0       | 1      | 1     |
| Всего | Всего          | 8      | 8       | 8      | 24    |